# Elbert Lee Trinkle
Elbert Lee Trinkle (Wytheville, 12 marzo 1876 – Richmond, 25 novembre 1939) è stato un politico statunitense.

## Biografia
Fu il quarantanovesimo governatore della Virginia. Studiò prima al Hampden–Sydney College e poi all'università della Virginia. Alla sua morte il corpo venne sepolto nel cimitero di East End a Wytheville.